# Zlatko Neumann
Zlatko Neumann (Pakrac, 4. ožujka 1900. – Zagreb, 9. siječnja 1969.), hrvatski arhitekt.
Rođen je u Pakracu gdje je završio pučku školu. Otac mu je bio Julius Neumann, općinski liječnik i ugledni član Židovske općine Pakrac.  Realnu gimnaziju upisuje u Zagrebu i pohađa od 1910. do 1918., nakon čega ide u Beč i upisuje Visoku tehničku školu na kojoj diplomira 1925. Od 1920. – 1922. pohađa arhitektonski seminar kod Adolfa Loosa, s kime je poslije i surađivao. Kad je Loos odselio u Pariz, Neumann je nastavio voditi njegov ured u Beču. 1925. vraća se u Kraljevinu Jugoslaviju na odsluženje vojnog roka. Od svibnja 1926. do lipnja 1927. godine bio je suradnik Adolfa Loosa u Parizu, gdje je surađivao na projektima za kuće Tristana Tzare i Josephine Baker. Nakon vojne vježbe nastanio se u Zagrebu krajem 1927. godine, gdje je surađivao s građevinskom tvrtkom ing.  Lea Neubergera od 1927. do 1932. Godine 1931. je stekao zvanje civilnog arhitekta a 1931. pokrenuo samostalnu projektantsku djelatnost. Drugi svjetski rat je na kratko prekinuo njegovu karijeru. Preživio je zatočeništvo u koncentracijskim logorima u  Njemačkoj i  Nizozemskoj, gdje je dospio zbog židovskog podrijetla, ali i kao ratni vojni zarobljenik Kraljevske jugoslavenske vojske. Nakon drugog svjetskog rata nastavlja s bogatom projektantskom djelatnošću pa je realizirao niz ostvarenja diljem Hrvatske, a obnašao je i čitav niz dužnosti. Radio je u Ministarstvu građevine Narodne Republike Hrvatske (1945. – 1946.), a od 1946. – 1954. vodio je atelijer u Zemaljskom građevno-projektnom zavodu (danas Arhitektonski projektni zavod). Od 1954. do 1963. godine bio je direktor vlastitog samostalnog arhitektonskog ureda Neuman (Neumann).
Zlatko Neumann začetnik je moderne u hrvatskoj arhitekturi. Autor je i koautor brojnih obiteljskih, stambeno-poslovnih i javnih zgrada, bolnica, škola, i industrijskih objekata. Sudjelovao na brojnim javnim natječajima i međunarodnim arhitektonskim izložbama u Parizu, Londonu i Berlinu. Njegov nastup u Parizu na Salon d'Automne 1926., gdje je izložio svoj idejni projekt Pantheona u Beogradu, za Hrvatsku je posebno značajan jer je to bila prva manifestacija hrvatske moderne na međunarodnoj razini. Bio je i poznat po uređenjima interijera po Loosovim načelima.  Jedno od poznatijih djela je ugrađena kuća umjetnika Tristana Tzare u Parizu (1925. – 1926.) gdje je surađivao s Adolfom Loosom.

## Vanjske poveznice
- Neumann, Zlatko Hrvatska tehnička enciklopedija, portal hrvatske tehničke baštine. LZMK